# Guerino Iezza
Guerino Iezza (San Polo Matese, 4 febbraio 1913 – Colle del Moncenisio, 24 giugno 1940) è stato un militare italiano, decorato con la medaglia d'oro al valor militare alla memoria nel corso della seconda guerra mondiale.

## Biografia
Nacque a San Polo Matese, in provincia di Campobasso, il 4 febbraio 1913, figlio di Salvatore e Fiorella Generosa.
Conseguita la laurea in agraria presso l'università di Napoli e frequentati i periodi preliminari del corso allievi ufficiali di complemento del Regio Esercito, nel 1939 fu nominato aspirante ufficiale e destinato a prestare servizio nel 232º Reggimento fanteria della 11ª Divisione fanteria "Brennero". Raggiunto il suo reggimento nel febbraio 1940, venne promosso sottotenente di complemento e dall'11 giugno 1940 partecipò alle operazioni militari sul fronte occidentale. Cadde in combattimento il 24 giugno 1940 sul colle del Moncenisio, e fu successivamente insignito della medaglia d'oro al valor militare alla memoria.

### Fonti
1. ↑  Gruppo Medaglie d'Oro al Valore Militare 1965, p. 404.
2. 1 2 3 4  Combattenti Liberazione.
3. ↑  quirinale.it
4. ↑  Registrato alla Corte dei conti lì 14 dicembre 1940,  registro 46 guerra, foglio 51.